# ستيف يونغ (ملحن)
ستيف يونغ (بالإنجليزية: Steve Young)‏ هو ملحن ومغن مؤلف وكاتب أغاني أمريكي، ولد في 12 يوليو 1942 في نيونان في الولايات المتحدة، وتوفي في 17 مارس 2016 في ناشفيل في الولايات المتحدة.

## وصلات خارجية
- الموقع الرسمي
- ستيف يونغ على موقع IMDb (الإنجليزية)
- ستيف يونغ على موقع ميوزك برينز (الإنجليزية)
- ستيف يونغ على موقع إن إن دي بي (الإنجليزية)
- ستيف يونغ على موقع أول ميوزيك (الإنجليزية)
- ستيف يونغ على موقع ديسكوغز (الإنجليزية)